# 1997 ve fotografii
Tento článek obsahuje významné fotografické události v roce 1997.

## Události
- Německý fotograf Michael Wesely začal pořizovat fotografie za extrémně dlouhých expozičních časů (někdy až 3 roky) fotoaparáty vlastní konstrukce.[1]

Fotografické festivaly a výstavy
- Rencontres d'Arles, červenec–září
- Mois de la Photo, Paříž, listopad

Vydané knihy
- James Nachtwey – Ground Level (Massachusetts College of Art) – ISBN 0-962-89056-1
- Carmelo Bongiorno – L'isola intima. Riflessi di un itinerario siciliano ed. SEI, Turín – ISBN 8-80505-776-2

## Ocenění
- World Press Photo – Hocine Zaourar
- Prix Niépce – Patrick Tosani
- Prix Nadar – Christian Bouqueret, Des années folles aux années noires, ed. Marval
- Cena Oskara Barnacka – Jane Evelyn Atwoodová, (USA)
- Cena Henriho Cartier-Bressona – cena nebyla udělena
- Prix Roger Pic – Éric Larrayadieu za sérii Jours incertains
- Prix Bayeux-Calvados des correspondants de guerre – Santiago Lyon (Associated Press)

- Cena Ericha Salomona – Peter Hunter
- Cena za kulturu Německé fotografické společnosti – David Hockney

- Cena Ansela Adamse – Frans Lanting
- Cena W. Eugena Smithe – Alain Keler
- Zlatá medaile Roberta Capy – Horst Faas/Tim Page, Random House, „Requiem: By the Photographers Who Died in Vietnam and Indochina“.
- Pulitzer Prize for Spot News Photography – Annie Wells, Press Democrat, Santa Rosa, Kalifornie, za její fotografii muže zachraňujícího dívku z povodní rozbouřené řeky.
- Pulitzer Prize for Feature Photography – Alexander Zemlianichenko, Associated Press, „za fotografie tančícího ruského prezidenta Jelcina na rockovém koncertu během prezidentské kampaně. Původně nominováno v kategorii Spot News Photography, ale později přesunuto do sekce Feature Photography.“ (snímek)
- Infinity Awards – Robert Delpire, Helen Levitt, David LaChapelle, Mary Ellen Mark, Christian Boltanski, Vicki Goldberg, Chris Riley a Douglas Niven, Chip Kidd a Lauren Greenfield

- Cena Higašikawy – Calum Colvin, Kazujoši Mačino, Osamu Kanemura a Ryóiči Sató
- Cena za fotografii Ihei Kimury – Kjóiči Cuzuki (都築 響一)
- Cena Nobua Iny – Mičio Jamauči
- Cena Kena Domona – Issei Suda

- Prix Paul-Émile-Borduas – Irene F. Whittome
- Fotografická cena vévody a vévodkyně z Yorku – Janieta Eyre

- Národní fotografická cena Španělska – Humberto Luis Rivas Ribeiro.[2]

- Hasselblad Award – Christer Strömholm
- Švédská cena za fotografickou publikaci – Lars Sundh

- Medaile Královské fotografické společnosti – Freddie Young, Brian Bower, Michael R. Pointer, Anthony J. Waterlow, Andrew Fitz

## Narození v roce 1997

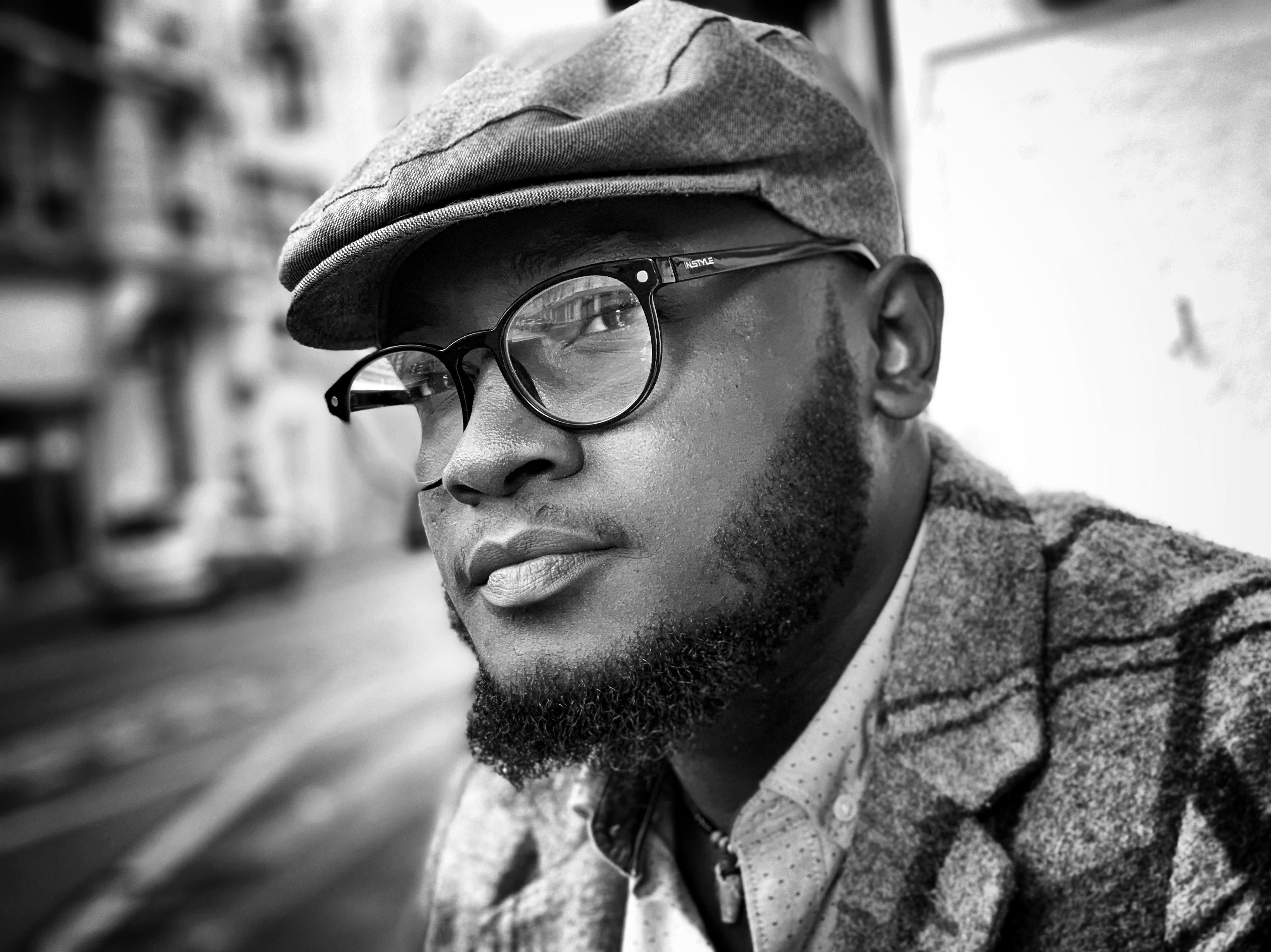
Benoit D’Afrique se narodil 5. ledna 1997

- 5. ledna – Benoit D’Afrique, haitský fotograf
- ? září – Moses Sawasawa, konžský fotožurnalista
- ? – Jelyzaveta Servatynska, ukrajinská fotožurnalistka

## Úmrtí v roce 1997
- 7. ledna – František Seidel (Franz Seidel), portrétní a krajinářský fotograf (jeho otcem byl Josef Seidel) (* 21. května 1908)
- 12. ledna – Ján Brodňanský, slovenský historik, archeolog, speleolog a fotograf (16. října 1910)
- 10. února – Ella Welleszová, maďarská portrétní, novinářská a divadelní fotografka, provozovala studio v Budapešti (9. července 1910)
- 14. února – Eva Petrovičová, slovenská basketbalistka a ateliérová fotografka (* 1. března 1945)
- 27. března – Ella Maillart, švýcarská cestovatelka, fotografka a sportovkyně (* 20. února 1903)
- 12. dubna – Dorothy Normanová, americká fotografka, spisovatelka, redaktorka, mecenáška umění a obhájkyně sociálních změn, partnerka Alfreda Stieglitze (* 28. března 1905)
- 2. května – Édith Gérinová, francouzská fotografka (* 12. srpna 1910)
- 5. května – David E. Scherman, americký fotograf (* 1916)
- 3. července – Suzanne Szaszová, americká fotožurnalistka, fotografka dětí a rodinného života maďarského původu, podílela se na projektu DOCUMERICA (* 20. října 1915)
- 16. července – Dora Maar, francouzská fotografka, malířka a básnířka, byla partnerkou Pabla Picassa (* 22. listopadu 1907)
- 27. července – Sibyl Anikeefová, americká fotografka, pracovala pro Federal Art Project, nejznámější jsou ztvárnění poloostrova Monterey, portréty rybářů, zátiší a krajin, pro Edwarda Westona pózovala jako modelka (* 29. března 1896)
- 4. srpna – Emil Fafek, český reportážní fotograf (* 3. června 1922)
- 4. srpna – Horace Bristol, americký válečný fotograf (* 16. listopadu 1908)
- 12. srpna – Jack Delano, americký fotograf a hudební skladatel (* 1. srpna 1914)
- 15. září – Marcel Bovis, francouzský fotograf (* 3. září 1904)
- 6. října – Jevgenij Chalděj, sovětský fotograf (* 23. března 1917)
- 6. prosince – William Seaman, americký fotograf a držitel Pulitzerovy ceny za fotografii (* 19. ledna 1925)
- 10. prosince – Ján Šmok, československý fotograf (* 30. prosince 1921)